# Seznam dílů seriálu Ztraceni
Toto je seznam dílů seriálu Ztraceni. Americký mysteriózní seriál Ztraceni vysílala televizní stanice ABC v letech 2004 až 2010. V tomto období bylo odvysíláno celkem 121 řádných dílů, rozdělených do 6 sérií. V seznamu jsou zahrnuty i speciály – pořady, které shrnují předcházející děj nebo představují zákulisí seriálu.
Seriál má dvě české dabingové verze. První je vytvořena pro AXN, vznikala brzy po americké premiéře, často se v ní mění obsazení hlavních postav, ale nadabovány byly všechny díly.
Druhá verze byla připravena pro TV Nova, obsazení postav je stálé, ale protože seriál neměl dostatečnou sledovanost, nadabovány a odvysílány byly jen první čtyři řady.
Stanice Prima Cool odvysílala celý seriál od 16. září 2013 do 3. dubna 2014 s dabingem od AXN. V roce 2022 začala v ČR seriál Ztraceni nabízet streamovací platforma Disney Plus (nadabována byla jen část epizod), v roce 2024 Netflix (bez českého dabingu, jen v anglickém nebo polském znění, s titulky v mnoha jazycích).
Seriál má šest dvojdílů, které byly při premiéře v USA odvysílány jako jeden delší spojený díl, zatímco pro mezinárodní nebo reprízové uvedení už jsou často rozděleny do samostatných dílů. 
Toto dělení se může liší i při uvedení na DVD/Blu-ray v různých regionech.

## Přehled řad
| Řada | Díly | Premiéra v USA | Premiéra v USA  | Premiéra v ČR  | Premiéra v ČR     |
| Řada | Díly | První díl      | Poslední díl    | První díl      | Poslední díl      |
| ---- | ---- | -------------- | --------------- | -------------- | ----------------- |
| 1    | 25   | 22. září 2004  | 25. května 2005 | 22. ledna 2005 | 2005              |
| 2    | 24   | 21. září 2005  | 24. května 2006 | 22. ledna 2006 | 2006              |
| 3    | 23   | 4. října 2006  | 23. května 2007 | 11. února 2007 | 2007              |
| 4    | 14   | 31. ledna 2008 | 29. května 2008 | 6. dubna 2008  | 2008              |
| 5    | 17   | 21. ledna 2009 | 13. května 2009 | 6. dubna 2009  | 27. července 2009 |
| 6    | 18   | 2. února 2010  | 23. května 2010 | 12. dubna 2010 | 26. července 2010 |

## Seznam dílů
V jednotlivých dílech seriálu byly některé postavy zvláště sledovány formou flashbacků, případně flashforwardů (prostřihů zpět nebo napřed v čase). Tyto jsou uvedeny ve sloupcích „Hlavní postava“.

### První řada (2004–2005)
| Č. v seriálu | Č. v řadě | Původní název                          | Český název (AXN / Nova)                 | Hlavní postava | Režie            | Scénář                                                                                     | Premiéra v USA     | Premiéra v ČR (AXN) | Premiéra v ČR (Nova) |
| ------------ | --------- | -------------------------------------- | ---------------------------------------- | -------------- | ---------------- | ------------------------------------------------------------------------------------------ | ------------------ | ------------------- | -------------------- |
| 1            | 1         | Pilot (Part 1)                         | Pilot (1. část)                          | Jack           | J. J. Abrams     | námět: Jeffrey Lieber, J. J. Abrams a Damon Lindelof scénář: J. J. Abrams a Damon Lindelof | 22. září 2004      | 22. ledna 2005      | 3. září 2006         |
| 2            | 2         | Pilot (Part 2)                         | Pilot (2. část)                          | Charlie a Kate | J. J. Abrams     | námět: Jeffrey Lieber, J. J. Abrams a Damon Lindelof scénář: J. J. Abrams a Damon Lindelof | 29. září 2004      | 2005                | 3. září 2006         |
| 3            | 3         | Tabula Rasa                            | Nepopsaný list                           | Kate           | Jack Bender      | Damon Lindelof                                                                             | 6. října 2004      | 2005                | 10. září 2006        |
| 4            | 4         | Walkabout                              | Výprava                                  | Locke          | Jack Bender      | David Fury                                                                                 | 13. října 2004     | 2005                | 17. září 2006        |
| 5            | 5         | White Rabbit                           | Bílý králík                              | Jack           | Kevin Hooks      | Christian Taylor                                                                           | 20. října 2004     | 2005                | 24. září 2006        |
| 6            | 6         | House of the Rising Sun                | Dům vycházejícího slunce                 | Sun            | Michael Zinberg  | Javier Grillo-Marxuach                                                                     | 27. října 2004     | 2005                | 1. října 2006        |
| 7            | 7         | The Moth                               | Můra                                     | Charlie        | Jack Bender      | Jennifer Johnson a Paul Dini                                                               | 3. listopadu 2004  | 2005                | 8. října 2006        |
| 8            | 8         | Confidence Man                         | Podvodník                                | Sawyer         | Tucker Gates     | Damon Lindelof                                                                             | 10. listopadu 2004 | 2005                | 15. října 2006       |
| 9            | 9         | Solitary                               | Samotářka                                | Sayid          | Greg Yaitanes    | David Fury                                                                                 | 17. listopadu 2004 | 2005                | 29. října 2006       |
| 10           | 10        | Raised by Another                      | Cizí výchova                             | Claire         | Marita Grabiak   | Lynne E. Litt                                                                              | 1. prosince 2004   | 2005                | 5. listopadu 2006    |
| 11           | 11        | All the Best Cowboys Have Daddy Issues | Každý správný kovboj má problémy s tátou | Jack           | Stephen Williams | Javier Grillo-Marxuach                                                                     | 8. prosince 2004   | 2005                | 12. listopadu 2006   |
| 12           | 12        | Whatever the Case May Be               | Záhadný kufřík                           | Kate           | Jack Bender      | Damon Lindelof a Jennifer Johnson                                                          | 5. ledna 2005      | 2005                | 19. listopadu 2006   |
| 13           | 13        | Hearts and Minds                       | Srdce a mysl                             | Boone          | Rod Holcomb      | Carlton Cuse a Javier Grillo-Marxuach                                                      | 12. ledna 2005     | 2005                | 26. listopadu 2006   |
| 14           | 14        | Special                                | Zvláštní vlohy                           | Michael a Walt | Greg Yaitanes    | David Fury                                                                                 | 19. ledna 2005     | 2005                | 3. prosince 2006     |
| 15           | 15        | Homecoming                             | Návrat domů                              | Charlie        | Kevin Hooks      | Damon Lindelof                                                                             | 9. února 2005      | 2005                | 10. prosince 2006    |
| 16           | 16        | Outlaws                                | Psanci                                   | Sawyer         | Jack Bender      | Drew Goddard                                                                               | 16. února 2005     | 2005                | 17. prosince 2006    |
| 17           | 17        | ...In Translation                      | Ztraceni v překladu                      | Jin            | Tucker Gates     | Javier Grillo-Marxuach a Leonard Dick                                                      | 23. února 2005     | 2005                | 8. ledna 2007        |
| 18           | 18        | Numbers                                | Čísla                                    | Hurley         | Daniel Attias    | Brent Fletcher a David Fury                                                                | 2. března 2005     | 2005                | 15. ledna 2007       |
| 19           | 19        | Deus Ex Machina                        | Deus Ex Machina                          | Locke          | Robert Mandel    | Carlton Cuse a Damon Lindelof                                                              | 30. března 2005    | 2005                | 22. ledna 2007       |
| 20           | 20        | Do No Harm                             | Neublížím (AXN) Neuškodím (Nova)         | Jack           | Stephen Williams | Janet Tamaro                                                                               | 6. dubna 2005      | 2005                | 29. ledna 2007       |
| 21           | 21        | The Greater Good                       | Širší dobro                              | Sayid          | David Grossman   | Leonard Dick                                                                               | 4. května 2005     | 2005                | 11. února 2007       |
| 22           | 22        | Born to Run                            | Zrozena k útěku                          | Kate           | Tucker Gates     | námět: Javier Grillo-Marxuach scénář: Edward Kitsis a Adam Horowitz                        | 11. května 2005    | 2005                | 18. února 2007       |
| 23           | 23        | Exodus (Part 1)                        | Exodus (1. část)                         | různé          | Jack Bender      | Damon Lindelof a Carlton Cuse                                                              | 18. května 2005    | 2005                | 25. února 2007       |
| 24/25        | 24/25     | Exodus (Part 2)                        | Exodus (2. část / 3. část)               | různé          | Jack Bender      | Damon Lindelof a Carlton Cuse                                                              | 25. května 2005    | 2005                | 4. března 2007       |

### Druhá řada (2005–2006)
| Č. v seriálu | Č. v řadě | Původní název                | Český název (AXN / Nova)                                                                            | Hlavní postava   | Režie             | Scénář                                  | Premiéra v USA     | Premiéra v ČR (AXN) | Premiéra v ČR (Nova) |
| ------------ | --------- | ---------------------------- | --------------------------------------------------------------------------------------------------- | ---------------- | ----------------- | --------------------------------------- | ------------------ | ------------------- | -------------------- |
| 26           | 1         | Man of Science, Man of Faith | Muž vědy, muž víry                                                                                  | Jack             | Jack Bender       | Damon Lindelof                          | 21. září 2005      | 22. ledna 2006      | 11. března 2007      |
| 27           | 2         | Adrift                       | Na moři                                                                                             | Michael          | Stephen Williams  | Steven Maeda a Leonard Dick             | 28. září 2005      | 2006                | 18. března 2007      |
| 28           | 3         | Orientation                  | Instruktáž                                                                                          | Locke            | Jack Bender       | Javier Grillo-Marxuach a Craig Wright   | 5. října 2005      | 2006                | 25. března 2007      |
| 29           | 4         | Everybody Hates Hugo         | Huga nemá nikdo rád                                                                                 | Hurley           | Alan Taylor       | Edward Kitsis a Adam Horowitz           | 12. října 2005     | 2006                | 1. dubna 2007        |
| 30           | 5         | ...And Found                 | Ztráty a nálezy                                                                                     | Sun a Jin        | Stephen Williams  | Carlton Cuse a Damon Lindelof           | 19. října 2005     | 2006                | 8. dubna 2007        |
| 31           | 6         | Abandoned                    | Opuštění                                                                                            | Shannon          | Adam Davidson     | Elizabeth Sarnoff                       | 9. listopadu 2005  | 2006                | 15. dubna 2007       |
| 32           | 7         | The Other 48 Days            | Těch druhých 48 dní                                                                                 | přeživší ze zádi | Eric Laneuville   | Damon Lindelof a Carlton Cuse           | 16. listopadu 2005 | 2006                | 22. dubna 2007       |
| 33           | 8         | Collision                    | Střet                                                                                               | Ana Lucia        | Stephen Williams  | Javier Grillo-Marxuach a Leonard Dick   | 23. listopadu 2005 | 2006                | 29. dubna 2007       |
| 34           | 9         | What Kate Did                | Co provedla Kate (AXN) Co udělala Kate (Nova)                                                       | Kate             | Paul Edwards      | Steven Maeda a Craig Wright             | 30. listopadu 2005 | 2006                | 6. května 2007       |
| 35           | 10        | The 23rd Psalm               | Žalm 23                                                                                             | Mr. Eko          | Matt Earl Beesley | Carlton Cuse a Damon Lindelof           | 11. ledna 2006     | 2006                | 15. března 2007      |
| 36           | 11        | The Hunting Party            | Lovecká výprava                                                                                     | Jack             | Stephen Williams  | Elizabeth Sarnoff a Christina M. Kim    | 18. ledna 2006     | 2006                | 20. května 2007      |
| 37           | 12        | Fire + Water                 | Oheň a voda                                                                                         | Charlie          | Jack Bender       | Edward Kitsis a Adam Horowitz           | 25. ledna 2006     | 2006                | 27. května 2007      |
| 38           | 13        | The Long Con                 | Dlouhej podfuk                                                                                      | Sawyer           | Roxann Dawsonová  | Steven Maeda a Leonard Dick             | 8. února 2006      | 2006                | 3. června 2007       |
| 39           | 14        | One of Them                  | Jeden z nich                                                                                        | Sayid            | Stephen Williams  | Damon Lindelof a Carlton Cuse           | 15. února 2006     | 2006                | 10. června 2007      |
| 40           | 15        | Maternity Leave              | Mateřská dovolená                                                                                   | Claire           | Jack Bender       | Dawn Lambertsen Kelly a Matt Ragghianti | 1. března 2006     | 2006                | 17. června 2007      |
| 41           | 16        | The Whole Truth              | Celá pravda                                                                                         | Sun              | Karen Gaviola     | Elizabeth Sarnoff a Christina M. Kim    | 22. března 2006    | 2006                | 24. června 2007      |
| 42           | 17        | Lockdown                     | Cela (AXN) Uvězněni (Nova)                                                                          | Locke            | Stephen Williams  | Carlton Cuse a Damon Lindelof           | 29. března 2006    | 2006                | 1. července 2007     |
| 43           | 18        | Dave                         | Dave                                                                                                | Hurley           | Jack Bender       | Edward Kitsis a Adam Horowitz           | 5. dubna 2006      | 2006                | 8. července 2007     |
| 44           | 19        | S.O.S.                       | S.O.S.                                                                                              | Rose a Bernard   | Eric Laneuville   | Steven Maeda a Leonard Dick             | 12. dubna 2006     | 2006                | 15. července 2007    |
| 45           | 20        | Two for the Road             | Dva na cestě                                                                                        | Ana Lucia        | Paul Edwards      | Elizabeth Sarnoff a Christina M. Kim    | 3. května 2006     | 2006                | 22. července 2007    |
| 46           | 21        | ?                            | Muž s vírou (AXN) Otazník (Nova)                                                                    | Mr. Eko          | Deran Sarafian    | Damon Lindelof a Carlton Cuse           | 10. května 2006    | 2006                | 29. července 2007    |
| 47           | 22        | Three Minutes                | Tři minuty                                                                                          | Michael          | Stephen Williams  | Edward Kitsis a Adam Horowitz           | 17. května 2006    | 2006                | 29. července 2007    |
| 48/49        | 23/24     | Live Together, Die Alone     | Žij s námi nebo zemři sám (1. část / 2. část, AXN) Žij s námi, sám zemřeš (1. část / 2. část, Nova) | Desmond          | Jack Bender       | Carlton Cuse a Damon Lindelof           | 24. května 2006    | 2006                | 5. srpna 2007        |

### Třetí řada (2006–2007)
| Č. v seriálu | Č. v řadě | Původní název              | Český název (AXN / Nova)                                      | Hlavní postava | Režie               | Scénář                                                      | Premiéra v USA    | Premiéra v ČR (AXN) | Premiéra v ČR (Nova) |
| ------------ | --------- | -------------------------- | ------------------------------------------------------------- | -------------- | ------------------- | ----------------------------------------------------------- | ----------------- | ------------------- | -------------------- |
| 50           | 1         | A Tale of Two Cities       | Příběh dvou měst                                              | Jack           | Jack Bender         | námět: Damon Lindelof scénář: J. J. Abrams a Damon Lindelof | 4. října 2006     | 11. února 2007      | 2. září 2007         |
| 51           | 2         | The Glass Ballerina        | Skleněná balerína (AXN) Skleněná baletka (Nova)               | Sun a Jin      | Paul Edwards        | Jeff Pinkner a Drew Goddard                                 | 11. října 2006    | 2007                | 9. září 2007         |
| 52           | 3         | Further Instructions       | Další instrukce                                               | Locke          | Stephen Williams    | Carlton Cuse a Elizabeth Sarnoff                            | 18. října 2006    | 2007                | 16. září 2007        |
| 53           | 4         | Every Man for Himself      | Na vlastní triko                                              | Sawyer         | Stephen Williams    | Edward Kitsis a Adam Horowitz                               | 25. října 2006    | 2007                | 23. září 2007        |
| 54           | 5         | The Cost of Living         | Cena za život                                                 | Mr. Eko        | Jack Bender         | Alison Schapker a Monica Owusu-Breen                        | 1. listopadu 2006 | 2007                | 3. září 2007         |
| 55           | 6         | I Do                       | Ano                                                           | Kate           | Tucker Gates        | Damon Lindelof a Carlton Cuse                               | 8. listopadu 2006 | 2007                | 7. října 2007        |
| 56           | 7         | Not in Portland            | V Portlandu ne                                                | Juliet         | Stephen Williams    | Carlton Cuse a Jeff Pinkner                                 | 7. února 2007     | 15. dubna 2007      | 14. října 2007       |
| 57           | 8         | Flashes Before Your Eyes   | Záblesky před očima                                           | Desmond        | Jack Bender         | Damon Lindelof a Drew Goddard                               | 14. února 2007    | 2007                | 21. října 2007       |
| 58           | 9         | Stranger in a Strange Land | Cizincem v cizí zemi                                          | Jack           | Paris Barclay       | Elizabeth Sarnoff a Christina M. Kim                        | 21. února 2007    | 2007                | 28. října 2007       |
| 59           | 10        | Tricia Tanaka Is Dead      | Tricia Tanakaová je mrtvá (AXN) Tricia Tanaka je mrtvá (Nova) | Hurley         | Eric Laneuville     | Edward Kitsis a Adam Horowitz                               | 28. února 2007    | 2007                | 4. listopadu 2007    |
| 60           | 11        | Enter 77                   | Zadejte 77                                                    | Sayid          | Stephen Williams    | Carlton Cuse a Damon Lindelof                               | 7. března 2007    | 2007                | 11. listopadu 2007   |
| 61           | 12        | Par Avion                  | Letecká pošta (AXN) Par Avion (Nova)                          | Claire         | Paul Edwards        | Christina M. Kim a Jordan Rosenberg                         | 14. března 2007   | 2007                | 18. listopadu 2007   |
| 62           | 13        | The Man from Tallahassee   | Muž z Tallahassee                                             | Locke          | Jack Bender         | Drew Goddard a Jeff Pinkner                                 | 21. března 2007   | 2007                | 25. listopadu 2007   |
| 63           | 14        | Exposé                     | Exposé                                                        | Nikki a Paulo  | Stephen Williams    | Edward Kitsis a Adam Horowitz                               | 28. března 2007   | 2007                | 2. prosince 2007     |
| 64           | 15        | Left Behind                | Opuštěni                                                      | Kate           | Karen Gaviola       | Damon Lindelof a Elizabeth Sarnoff                          | 4. dubna 2007     | 2007                | 9. prosince 2007     |
| 65           | 16        | One of Us                  | Jedna z nás                                                   | Juliet         | Jack Bender         | Carlton Cuse a Drew Goddard                                 | 11. dubna 2007    | 2007                | 16. prosince 2007    |
| 66           | 17        | Catch-22                   | Hlava 22                                                      | Desmond        | Stephen Williams    | Jeff Pinkner a Brian K. Vaughan                             | 18. dubna 2007    | 2007                | 23. prosince 2007    |
| 67           | 18        | D.O.C.                     | Datum početí                                                  | Sun            | Frederick E.O. Toye | Edward Kitsis a Adam Horowitz                               | 25. dubna 2007    | 2007                | 6. ledna 2008        |
| 68           | 19        | The Brig                   | Kobka                                                         | Locke          | Eric Laneuville     | Damon Lindelof a Carlton Cuse                               | 2. května 2007    | 2007                | 13. ledna 2008       |
| 69           | 20        | The Man Behind the Curtain | Muž za oponou                                                 | Ben            | Bobby Roth          | Elizabeth Sarnoff a Drew Goddard                            | 9. května 2007    | 2007                | 20. ledna 2008       |
| 70           | 21        | Greatest Hits              | Největší hity                                                 | Charlie        | Stephen Williams    | Edward Kitsis a Adam Horowitz                               | 16. května 2007   | 2007                | 27. ledna 2008       |
| 71/72        | 22/23     | Through the Looking Glass  | Za zrcadlem (1. část / 2. část)                               | Jack           | Jack Bender         | Carlton Cuse a Damon Lindelof                               | 23. května 2007   | 2007                | 3. února 2008        |

### Čtvrtá řada (2008)
| Č. v seriálu | Č. v řadě | Původní název                       | Český název (AXN / Nova)                       | Hlavní postava                          | Režie            | Scénář                               | Premiéra v USA  | Premiéra v ČR (AXN) | Premiéra v ČR (Nova)                  |
| ------------ | --------- | ----------------------------------- | ---------------------------------------------- | --------------------------------------- | ---------------- | ------------------------------------ | --------------- | ------------------- | ------------------------------------- |
| 73           | 1         | The Beginning of the End            | Začátek konce                                  | Hurley                                  | Jack Bender      | Damon Lindelof a Carlton Cuse        | 31. ledna 2008  | 6. dubna 2008       | 31. srpna 2008                        |
| 74           | 2         | Confirmed Dead                      | Potvrzená smrt (AXN) Nikdo nepřežil (Nova)     | Faraday, Charlotte, Miles, Frank, Naomi | Stephen Williams | Drew Goddard a Brian K. Vaughan      | 7. února 2008   | 2008                | 7. září 2008                          |
| 75           | 3         | The Economist                       | Ekonom                                         | Sayid                                   | Jack Bender      | Edward Kitsis a Adam Horowitz        | 14. února 2008  | 2008                | 14. září 2008                         |
| 76           | 4         | Eggtown                             | Vajíčkov                                       | Kate                                    | Stephen Williams | Elizabeth Sarnoff a Greggory Nations | 21. února 2008  | 2008                | 21. září 2008                         |
| 77           | 5         | The Constant                        | Paralelní světy (AXN) Konstanta (Nova)         | Desmond                                 | Jack Bender      | Carlton Cuse a Damon Lindelof        | 28. února 2008  | 2008                | 28. září 2008                         |
| 78           | 6         | The Other Woman                     | Jackův otec (AXN) Druhá žena (Nova)            | Juliet                                  | Eric Laneuville  | Drew Goddard a Christina M. Kim      | 6. března 2008  | 2008                | 5. října 2008                         |
| 79           | 7         | Ji Yeon                             | Ji Yeon                                        | Sun a Jin                               | Stephen Semel    | Edward Kitsis a Adam Horowitz        | 13. března 2008 | 2008                | 12. října 2008                        |
| 80           | 8         | Meet Kevin Johnson                  | Seznamte se s Kevinem Johnsonem (Nova)         | Michael                                 | Stephen Williams | Elizabeth Sarnoff a Brian K. Vaughan | 20. března 2008 | 2008                | 19. října 2008                        |
| 81           | 9         | The Shape of Things to Come         | Rýsují se věci příští (Nova)                   | Ben                                     | Jack Bender      | Brian K. Vaughan a Drew Goddard      | 24. dubna 2008  | 7. září 2008        | 26. října 2008                        |
| 82           | 10        | Something Nice Back Home            | Něco hezkého tam doma (Nova)                   | Jack                                    | Stephen Williams | Edward Kitsis a Adam Horowitz        | 1. května 2008  | 2008                | 2. listopadu 2008                     |
| 83           | 11        | Cabin Fever                         | Chata uprostřed džungle (Nova)                 | Locke                                   | Paul Edwards     | Elizabeth Sarnoff a Kyle Pennington  | 8. května 2008  | 2008                | 9. listopadu 2008                     |
| 84           | 12        | There's No Place Like Home (Part 1) | Není nad to být doma (1. část, Nova)           | Jack, Hurley, Sayid, Sun, Kate          | Stephen Williams | Damon Lindelof a Carlton Cuse        | 15. května 2008 | 2008                | 16. listopadu 2008                    |
| 85/86        | 13/14     | There's No Place Like Home (Part 2) | Není nad to být doma (2. část / 3. část, Nova) | Jack, Hurley, Sayid, Sun, Kate          | Jack Bender      | Carlton Cuse a Damon Lindelof        | 29. května 2008 | 2008                | 23. listopadu 2008 30. listopadu 2008 |

### Pátá řada (2009)
| Č. v seriálu | Č. v řadě | Původní název                        | Český název (AXN)            | Hlavní postava | Režie            | Scénář                                | Premiéra v USA  | Premiéra v ČR (AXN)                 |
| ------------ | --------- | ------------------------------------ | ---------------------------- | -------------- | ---------------- | ------------------------------------- | --------------- | ----------------------------------- |
| 87           | 1         | Because You Left                     | Protože jste odešli          | žádná          | Stephen Williams | Damon Lindelof a Carlton Cuse         | 21. ledna 2009  | 6. dubna 2009                       |
| 88           | 2         | The Lie                              | Lež                          | Hurley         | Jack Bender      | Edward Kitsis a Adam Horowitz         | 21. ledna 2009  | 13. dubna 2009                      |
| 89           | 3         | Jughead                              | Mezek                        | Desmond        | Rod Holcomb      | Elizabeth Sarnoff a Paul Zbyszewski   | 28. ledna 2009  | 20. dubna 2009                      |
| 90           | 4         | The Little Prince                    | Malý princ                   | Kate           | Stephen Williams | Brian K. Vaughan a Melinda Hsu Taylor | 4. února 2009   | 27. dubna 2009                      |
| 91           | 5         | This Place Is Death                  | Toto místo je smrt           | Sun a Jin      | Paul Edwards     | Edward Kitsis a Adam Horowitz         | 11. února 2009  | 4. května 2009                      |
| 92           | 6         | 316                                  | 316                          | Jack           | Stephen Williams | Damon Lindelof a Carlton Cuse         | 18. února 2009  | 11. května 2009                     |
| 93           | 7         | The Life and Death of Jeremy Bentham | Život a smrt Jeremy Benthama | Locke          | Jack Bender      | Carlton Cuse a Damon Lindelof         | 25. února 2009  | 18. května 2009                     |
| 94           | 8         | LaFleur                              | Pan La Fleur                 | Sawyer         | Mark Goldman     | Elizabeth Sarnoff a Kyle Pennington   | 4. března 2009  | 25. května 2009                     |
| 95           | 9         | Namaste                              | Namaste                      | žádná          | Jack Bender      | Paul Zbyszewski a Brian K. Vaughan    | 18. března 2009 | 1. června 2009                      |
| 96           | 10        | He's Our You                         | Je jako ty                   | Sayid          | Greg Yaitanes    | Edward Kitsis a Adam Horowitz         | 25. března 2009 | 8. června 2009                      |
| 97           | 11        | Whatever Happened, Happened          | Co se stalo, stalo se        | Kate           | Bobby Roth       | Carlton Cuse a Damon Lindelof         | 1. dubna 2009   | 15. června 2009                     |
| 98           | 12        | Dead Is Dead                         | Mrtvý znamená mrtvý          | Ben            | Stephen Williams | Brian K. Vaughan a Elizabeth Sarnoff  | 8. dubna 2009   | 22. června 2009                     |
| 99           | 13        | Some Like It Hoth                    | Někdo to rád horké           | Miles          | Jack Bender      | Melinda Hsu Taylor a Greggory Nations | 15. dubna 2009  | 29. června 2009                     |
| 100          | 14        | The Variable                         | Proměnná                     | Faraday        | Paul Edwards     | Edward Kitsis a Adam Horowitz         | 29. dubna 2009  | 6. července 2009                    |
| 101          | 15        | Follow the Leader                    | Následuj vůdce               | žádná          | Stephen Williams | Paul Zbyszewski a Elizabeth Sarnoff   | 6. května 2009  | 13. července 2009                   |
| 102/103      | 16/17     | The Incident                         | Incident (1. část / 2. část) | Jacob          | Jack Bender      | Damon Lindelof a Carlton Cuse         | 13. května 2009 | 20. července 2009 27. července 2009 |

### Šestá řada (2010)
| Č. v seriálu | Č. v řadě | Původní název        | Český název (AXN)         | Hlavní postava       | Režie             | Scénář                                           | Premiéra v USA  | Premiéra v ČR (AXN) |
| ------------ | --------- | -------------------- | ------------------------- | -------------------- | ----------------- | ------------------------------------------------ | --------------- | ------------------- |
| 104/105      | 1/2       | LA X                 | LA X (1. část / 2. část)  | různé                | Jack Bender       | Damon Lindelof a Carlton Cuse                    | 2. února 2010   | 12. dubna 2010      |
| 106          | 3         | What Kate Does       | Co dělá Kate              | Kate                 | Paul Edwards      | Edward Kitsis a Adam Horowitz                    | 9. února 2010   | 19. dubna 2010      |
| 107          | 4         | The Substitute       | Náhradník                 | Locke                | Tucker Gates      | Elizabeth Sarnoff a Melinda Hsu Taylor           | 16. února 2010  | 26. dubna 2010      |
| 108          | 5         | Lighthouse           | Maják                     | Jack                 | Jack Bender       | Carlton Cuse a Damon Lindelof                    | 23. února 2010  | 3. května 2010      |
| 109          | 6         | Sundown              | Západ Slunce              | Sayid                | Bobby Roth        | Paul Zbyszewski a Graham Roland                  | 2. března 2010  | 10. května 2010     |
| 110          | 7         | Dr. Linus            | Dr. Linus                 | Ben                  | Mario Van Peebles | Edward Kitsis a Adam Horowitz                    | 9. března 2010  | 17. května 2010     |
| 111          | 8         | Recon                | Průzkum                   | Sawyer               | Jack Bender       | Elizabeth Sarnoff a Jim Galasso                  | 16. března 2010 | 24. května 2010     |
| 112          | 9         | Ab Aeterno           | Navěky                    | Richard              | Tucker Gates      | Melinda Hsu Taylor a Greggory Nations            | 23. března 2010 | 31. května 2010     |
| 113          | 10        | The Package          | Zásilka                   | Sun a Jin            | Paul Edwards      | Paul Zbyszewski a Graham Roland                  | 30. března 2010 | 7. června 2010      |
| 114          | 11        | Happily Ever After   | Šťastí až navěky          | Desmond              | Jack Bender       | Carlton Cuse a Damon Lindelof                    | 6. dubna 2010   | 14. června 2010     |
| 115          | 12        | Everybody Loves Hugo | Huga má každý rád         | Hurley               | Daniel Attias     | Edward Kitsis a Adam Horowitz                    | 13. dubna 2010  | 21. června 2010     |
| 116          | 13        | The Last Recruit     | Poslední rekrut           | různé                | Stephen Semel     | Paul Zbyszewski a Graham Roland                  | 20. dubna 2010  | 28. června 2010     |
| 117          | 14        | The Candidate        | Kandidát                  | Jack a Locke         | Jack Bender       | Elizabeth Sarnoff a Jim Galasso                  | 4. května 2010  | 5. července 2010    |
| 118          | 15        | Across the Sea       | Přes moře                 | Jacob a Muž v černém | Tucker Gates      | Carlton Cuse a Damon Lindelof                    | 11. května 2010 | 12. července 2010   |
| 119          | 16        | What They Died For   | Pro co zemřeli            | různé                | Paul Edwards      | Edward Kitsis, Adam Horowitz a Elizabeth Sarnoff | 18. května 2010 | 19. července 2010   |
| 120/121      | 17/18     | The End              | Konec (1. část / 2. část) | různé                | Jack Bender       | Damon Lindelof a Carlton Cuse                    | 23. května 2010 | 26. července 2010   |

## Speciály
| Pořadí | Původní název                                  | Český název (AXN / Nova)           | Průvodci pořadem                                          | Vysíláno mezi díly                                                                | Premiéra v USA  | Premiéra v ČR |
| ------ | ---------------------------------------------- | ---------------------------------- | --------------------------------------------------------- | --------------------------------------------------------------------------------- | --------------- | ------------- |
| 1      | Lost: The Journey                              | Ztraceni: Cesta (AXN) Cesta (Nova) | Brian Cox Evangeline Lilly a Dominic Monaghan v Austrálii | 20. díl „Do No Harm“ 21. díl „The Greater Good“                                   | 27. dubna 2005  | 5. února 2007 |
| 2      | Destination Lost                               |                                    | Peter Coyote                                              | závěr 1. řady „Exodus“ úvod 2. řady „Man of Science, Man of Faith“                | 21. září 2005   |               |
| 3      | Lost: Revelation                               |                                    | Peter Coyote J. J. Abrams v Austrálii                     | 34. díl „What Kate Did“ 35. díl „The 23rd Psalm“                                  | 11. ledna 2006  |               |
| 4      | Lost: Reckoning                                |                                    | Peter Coyote                                              | 44. díl „S.O.S.“ 45. díl „Two for the Road“                                       | 26. dubna 2006  |               |
| 5      | Lost: A Tale of Survival                       |                                    | Michael Emerson                                           | závěr 2. řady „Live Together, Die Alone“ úvod 3. řady „A Tale of Two Cities“      | 27. září 2006   |               |
| 6      | Lost Survivor Guide                            |                                    | Kyle MacLachlan Damon Lindelof a Carlton Cuse             | 55. díl „I Do“ 56. díl „Not in Portland“                                          | 7. února 2007   |               |
| 7      | Lost: The Answers                              |                                    | Kyle MacLachlan Damon Lindelof a Carlton Cuse             | 70. díl „Greatest Hits“ závěr 3. řady „Through the Looking Glass“                 | 17. května 2007 |               |
| 8      | Lost: Past, Present & Future                   |                                    | Michael Emerson                                           | závěr 3. řady „Through the Looking Glass“ úvod 4. řady „The Beginning of the End“ | 31. ledna 2008  |               |
| 9      | Lost: Destiny Calls                            |                                    | Doug Hutchison Damon Lindelof a Carlton Cuse              | závěr 4. řady „There's No Place Like Home“ úvod 5. řady „Because You Left“        | 21. ledna 2009  |               |
| 10     | Lost: The Story of the Oceanic 6               |                                    | Nestor Carbonell                                          | 99. díl „Some Like It Hoth“ 100. díl „The Variable“                               | 22. dubna 2009  |               |
| 11     | Lost: A Journey in Time                        |                                    | Michael Emerson Damon Lindelof a Carlton Cuse             | 101. díl „Follow the Leader“ závěr 5. řady „The Incident“                         | 13. května 2009 |               |
| 12     | Lost: Final Chapter Lost: Beginning of the End |                                    | Michael Emerson                                           | závěr 5. řady „The Incident“ úvod 6. řady „LA X“                                  | 2. února 2010   |               |
| 13/14  | Lost: The Final Journey                        |                                    | Titus Welliver                                            | 119. díl „What They Died For“ závěr seriálu „The End“                             | 23. května 2010 |               |